# Francis Vielé-Griffin
Francis Vielé-Griffin, född den 26 maj 1864 i Norfolk, Virginia, död den 11 december 1937 i Bergerac, Dordogne, var en fransk skald. Han var son till Egbert Ludovicus Viele.
Vielé-Griffins far var en amerikansk general av gammal hugenottfamilj. Sonen kom redan 1872 att tillsammans med sin mor överflytta till Frankrike, där han mest vistades i Paris och på sitt gods i Touraine. Han debuterade med diktsamlingen Cueille d'avril (1886), som följdes av Les cygnes (1886), dramat Ancaeus (1888), Joies (1889), Diptyque (1891), dramat Swanhilde (1893), La chevauchée d'Yeldis (samma år), Ilálvi (1894), La clarté de vie (1897), Pliocas le jardinier (1898), La partenza (1899), La légende ailée de Wieland le forgeron (1900), Plus loin (1906), Sapho (1911), La lumière de Grèce (1912), Voix d'Ionie (1914) med flera. Vielé-Griffin var en av den symbolistiska rörelsens ledare på 1880-talet och odlade, i likhet med flera av sina meningsfränder, den fria versen, vars kanske lyckligaste företrädare han var inom den samtida franska diktkonsten. En av hans viktigaste inspirationskällor var antikens Grekland, varifrån han hämtade motiven till en mycket stor del av sina dikter. Ruben Berg skriver i Nordisk familjebok: "Han skildrar lugnets och lefnadsglädjens idylliska värld, men äfven känslornas böljegång med kulturellt skolad, ofta melodiös och målande stil. Lefvande optimism behärskar oftast hans dikt." År 1937 tillhörde han grundarna av Académie Mallarmé.